# Macrocera critica
Macrocera critica är en tvåvingeart som beskrevs av Chandler 2006. Macrocera critica ingår i släktet Macrocera och familjen platthornsmyggor. Inga underarter finns listade i Catalogue of Life.